# Spathapagurus collinae
Spathapagurus collinae is een tienpotigensoort uit de familie van de Paguridae. De wetenschappelijke naam van de soort is voor het eerst geldig gepubliceerd in 2011 door Lemaitre & Felder.